# Падуанський циркуляр

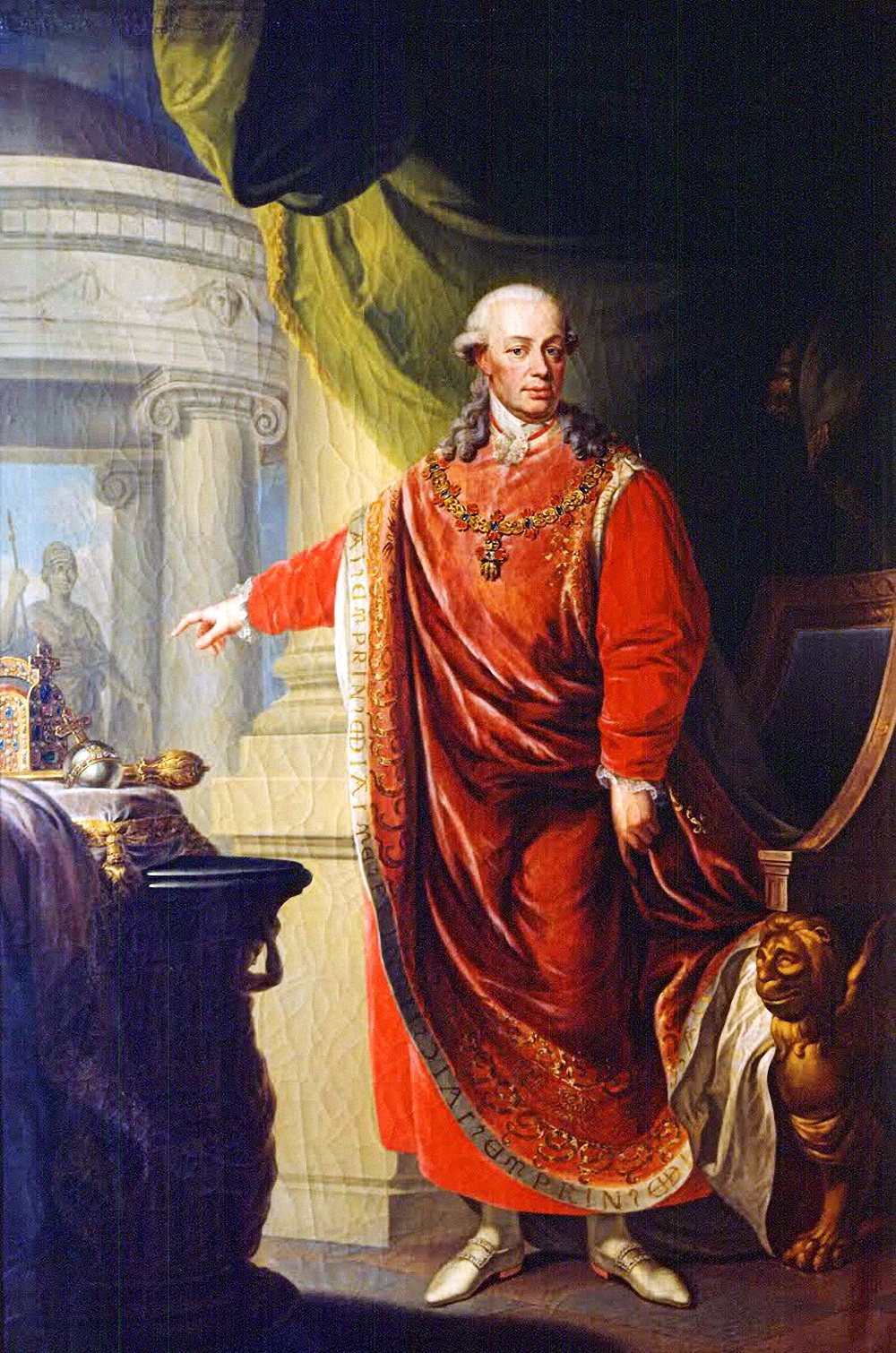
Імператор Леопольд II у регаліях Ордену золотого руна (1806)

Падуанський циркуляр — дипломатична нота, випущена імператором Священної Римської імперії Леопольдом II 6 липня 1791 року. Викликаний арештом Людовіка XVI і Марії-Антуанетти після невдалої втечі до Варенну, циркуляр закликав правителів Європи разом з імператором вимагати визволення короля. Після цього відбулася низка дипломатичних ініціатив, в яких Священна Римська імперія шукала зближення зі своїм традиційним ворогом, гогенцоллернською Пруссією.
Падуанський циркуляр не викликав великого ентузіазму з боку європейських держав, і не створив підстави для будь-яких колективних дій держав від імені французького короля.
Все-таки поява циркуляра призвела до укладання угоди між Пруссією та Австрією 25 липня 1791 року, яке врегулювало всі невирішені суперечки, містило обіцянку співпраці з французького питання та проклало шлях для більш змістовної Пильницької декларації, спільно підписаної Австрією та Пруссією.